# Taibet
Taibet ou Taïbet est une commune de la wilaya de Touggourt en Algérie.

## Histoire
Le nom Taibet est issu du mot "Tayib"[réf. nécessaire] en arabe qui veut dire « bon » en arabe, en raison de la qualité de l'eau du secteur[réf. nécessaire]. 